# Eygurande
Eygurande é uma comuna francesa na região administrativa da Nova Aquitânia, no departamento de Corrèze. Estende-se por uma área de 34,37 km². Em 2010 a comuna tinha 698 habitantes (densidade: 20,3 hab./km²).